# Elatobium trochodendri
Elatobium trochodendri är en insektsart. Elatobium trochodendri ingår i släktet Elatobium och familjen långrörsbladlöss. Inga underarter finns listade i Catalogue of Life.